# Oan Schylge
Oan Schylge (im Original: Oan Skîllinge) ist die Hymne der niederländischen Insel Terschelling. Der Text wurde im 19. Jahrhundert von Jacob Sijbrands Bakker im friesischen Dialekt des Hauptortes West Terschelling verfasst. „Schylge“ ist der Name Terschellings im friesischen Inseldialekt, und „Oan Schylge“ bedeutet „An Terschelling“. Das Gedicht wurde erstmals 1854 in der Zeitschrift „Swanneblummen“ veröffentlicht. Der Ursprung der Melodie ist unklar: Möglicherweise wurde sie von Hendrik Rotgans (1851–1910) komponiert, es könnte sich aber auch um ein wesentlich älteres Volkslied handeln. Heute wird meistens nur die erste und die letzte Strophe gesungen.

## Originaltext
Oan Skîllinge.
(Skîlger tongslag.)
O Skîlge mîn lândje
Wat hab ik di jeaf,
O wa di net prîset
Di fînt mi toch deaf;
Dan slût ik mîn eeren,
Of geet it te bont,
Dan kan ik net swîje,
Mar straf se terstont.
O Skîlge mîn lândje!
Soa droeg en soa heag,
Wat leisto dir frolik
De Noardsé în 't eag.
Hoa trots bin dîn dunen
Hoa wît is dîn sân,
Hoa grien bin dîn helmen
Mîn jeaf Skîlgerlân.
O Skîlge mîn lândje,
Do leist mi oan 't hart,
Wa di net ris prîset,
Di dogt di te kort.
Soa lang asto steetste,
Soa fest op dîn sân,
Wæs fol brave minsken
Mîn jeaf Skîlgerlân!
J. S. Bakker.

## Deutsche Übersetzung
O Terschelling mein Ländchen,
wie liebe ich Dich,
o wer Dich nicht preiset,
stoßt bei mir auf taube Ohren;
Dann schließ ich meine Ohren,
doch treibt man es zu bunt,
dann kann ich nicht schweigen,
und strafe sie zur gleichen Stund’.
O Terschelling mein Ländchen!
So trocken und so hoch,
wie fröhlich liegst Du da
die Nordsee im Blick.
Wie stolz sind Deine Dünen,
wie weiß ist Dein Sand,
wie grün ist Dein Strandhafer,
mein geliebtes Terschellinger Land.
O Terschelling mein Ländchen,
Du liegst mir am Herzen,
Wer Dich nicht preist von Zeit zu Zeit,
ist Deiner nicht wert.
So lange wie Du stehst,
so standfest auf Deinem Sand,
sei voll ehrlicher Menschen,
mein geliebtes Terschellinger Land!
1. ↑  Swanneblummen. Jierboekje for 1855. Utjown fon da Selscip foar Frysce Tael in Scriftenkinnisse. To Liowerd, 1854, S. 73f.